# Entre-Deux
Pour les articles homonymes, voir Entre deux.
Entre-Deux est une commune française, située dans le département d'outre-mer de La Réunion.
Ses habitants sont appelés les Entre-Deusiens.

## Géographie

### Localisation
La commune tire son nom du fait qu'elle est située entre les deux principaux affluents de la Rivière Saint-Étienne : le Bras de Cilaos à l'ouest et le Bras de la Plaine à l'est. Cette situation géographique explique aussi sa devise : Deux bras, un cœur.
| Cilaos             | Saint-Benoît |           |
| Cilaos Saint-Louis | Entre-Deux   | Le Tampon |
| Saint-Louis        | Saint-Pierre | Le Tampon |

Elle est reliée au Tampon par le sentier du Bras de la Plaine.

## Urbanisme

### Typologie
Entre-Deux est une commune urbaine, car elle fait partie des communes denses ou de densité intermédiaire, au sens de la grille communale de densité de l'Insee,,,. Elle appartient à l'unité urbaine de Saint-Pierre, une agglomération intra-départementale regroupant 3 communes et 174 333 habitants en 2022, dont elle est une commune de la banlieue,.
Par ailleurs la commune fait partie de l'aire d'attraction de Saint-Pierre - Le Tampon, dont elle est une commune de la couronne. Cette aire, qui regroupe 5 communes, est catégorisée dans les aires de 200 000 à moins de 700 000 habitants,.

## Histoire

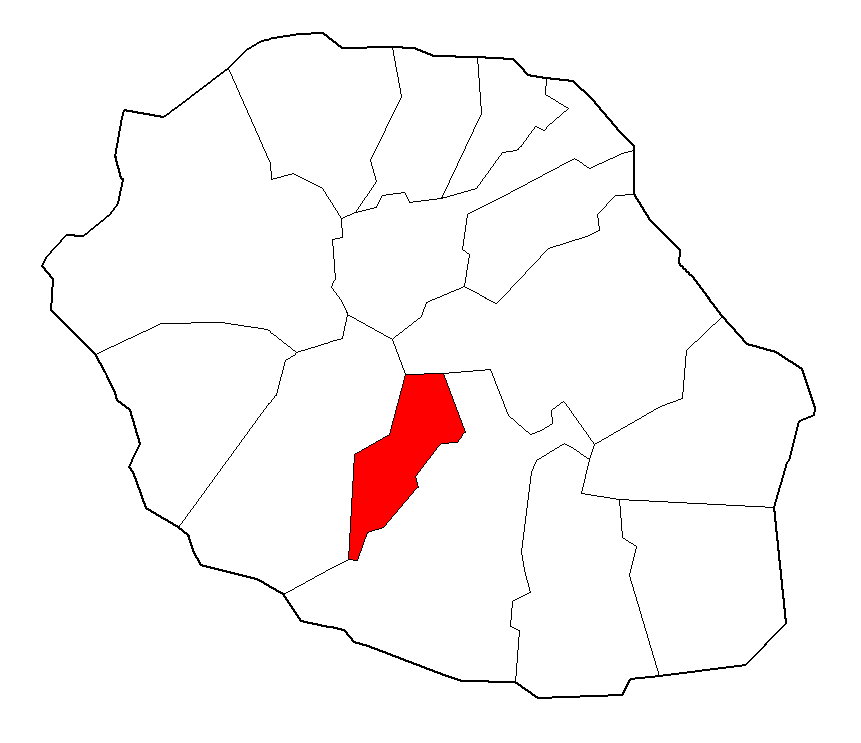
La commune lors de sa création en 1882.

Le 30 mai 1839, un arrêté érigea l'Entre-Deux en section spéciale de la commune de Saint-Pierre (5e section). Auparavant, elle dépendait civilement et économiquement de Saint-Pierre, où l'on enregistrait baptêmes, mariages et décès. Un adjoint administre alors l'entité.
L'Entre-Deux reçut ainsi un adjoint spécial en 1840. Ce fut alors Vital Hoarau qui, le premier, prit la direction administrative du village.
Jusqu'en 1845, les habitants de l'Entre-Deux n'avaient pas encore d'église. Pour remplir leur devoir religieux ils devaient faire un long et pénible voyage jusqu'à Saint-Louis ou Saint-Pierre.
Le village devint indépendant en 1882 et Corneille Hoarau en fut le premier maire.

## Politique et administration

### Rattachements administratifs et électoraux
L'Entre-Deux appartient à l'arrondissement de Saint-Pierre et au canton de Saint-Louis-2 depuis le redécoupage cantonal de 2014. Avant cette date, elle était le chef-lieu et unique commune du canton d'Entre-Deux.
Pour l’élection des députés, l'Entre-Deux fait partie de la troisième circonscription de La Réunion, représentée depuis 2017 par Nathalie Bassire (LR).

### Intercommunalité
Avec Saint-Joseph, Saint-Philippe et Le Tampon, la commune appartient à la communauté d'agglomération du Sud (CA Sud) qui compte 127 041 habitants en 2016 selon les données légales de l'INSEE.

### Administration municipale
Le nombre d'habitants au dernier recensement étant compris entre 5 000 et 9 999, le nombre de membres du conseil municipal est de 29.

## Population et société

### Démographie
L'évolution du nombre d'habitants est connue à travers les recensements de la population effectués dans la commune depuis 1961, premier recensement postérieur à la départementalisation de 1946. À partir de 2006, les populations de référence des communes sont publiées annuellement par l'Insee. Le recensement repose désormais sur une collecte d'information annuelle, concernant successivement tous les territoires communaux au cours d'une période de cinq ans. Pour les communes de moins de 10 000 habitants, une enquête de recensement portant sur toute la population est réalisée tous les cinq ans, les populations de référence des années intermédiaires étant quant à elles estimées par interpolation ou extrapolation. Pour la commune, le premier recensement exhaustif entrant dans le cadre du nouveau dispositif a été réalisé en 2004.

En 2022, la commune comptait 7 115 habitants, en évolution de +3,21 % par rapport à 2016 (La Réunion : +3,33 %, France hors Mayotte : +2,11 %).
| 1961  | 1967  | 1974  | 1982  | 1990  | 1999  | 2009  | 2014  | 2019  |
| ----- | ----- | ----- | ----- | ----- | ----- | ----- | ----- | ----- |
| 3 567 | 3 723 | 3 745 | 3 705 | 4 260 | 5 170 | 6 176 | 6 634 | 6 927 |

| 2022  | - | - | - | - | - | - | - | - |
| ----- | - | - | - | - | - | - | - | - |
| 7 115 | - | - | - | - | - | - | - | - |

### Infrastructures
On trouve sur le territoire communal plusieurs écoles maternelles et primaires, un collège public, le collège Le Dimitile, qui comptait 412 élèves à la rentrée 2005. Il n'y a pas de lycée.
La commune est équipée de nombreux équipements publics dont : un hôtel****-restaurant (le Dimitile), une bibliothèque, un gymnase, un dojo, une piscine, un stade municipal, un stade synthétique, une salle de quartier, une salle d'animation et de loisirs, une crèche parentale, un espace public multimédia, une succursale Enfance-Famille-Action de Santé-PMI.

### Cultes
- Église Saint-Vincent-de-Paul de l’Entre-Deux. L'église est dédiée à saint Vincent de Paul.
- Chapelle du Dimitile d'Entre-Deux.

## Économie
Le village de l’Entre-Deux se développe grâce à la culture du café introduite dans l’île en 1715, culture qui marque l’essor de la colonie pendant tout le XVIIIe siècle. Pendant le XIXe siècle, le café reste une des grandes cultures de l’Entre-Deux ; la canne à sucre y rencontre également un certain succès.
À partir des années 1950, l’Entre-Deux connaît une série de mutations profondes qui sortent la commune de sa torpeur. Routes, édifices, citernes d’eau et réseaux électriques durant les années 1960-1970, comme de nombreuses autres communes des Hauts de l’île, l’Entre-Deux bénéficie de la manne publique de l’État et des collectivités locales.
Mais cet effort s’accentue avec les années 1980-1990. Sous l’égide du commissariat à l’aménagement des Hauts, un plan de restructuration du bourg est mis en œuvre, contribuant à la physionomie actuelle du centre. Si l’agriculture demeure la principale activité de la commune, certaines cultures ont été abandonnées, comme le tabac et le géranium.
D’autres activités ont vu le jour, comme l’élevage de poulets, l’Entre-Deux étant avec Salazie l’une des principales régions avicoles de l’île. Le dynamisme de la commune, à partir des années 1980, se traduit par l’augmentation de sa population : de 3624 habitants en 1961, ce chiffre passe à 4 260 habitants en 1990 et à 5 713 en 2006.
De nos jours, la population active de l’Entre-Deux est de 60 % et le chômage représente donc près de 40 %. Le tissu économique se caractérise de la manière suivante : des entreprises de taille réduite, une majorité d’entre elles n’ont pas de salariés. Les entreprises individuelles sont par ailleurs en forte augmentation.
Par ailleurs, on note la présence d'un tissu économique commercial réduit avec une supérette, quelques boutiques et primeur. On trouve un coiffeur, trois restaurants dont un gastronomique, des tables d'hôtes et gîtes.
L'agriculture est bien représentée sur le village. On note une importance des cultures maraîchères et fruitières, signe d'un développement de la diversification.
En revanche le nombre d’exploitants est en diminution depuis l’année 1989. L’élevage hors-sol se développe avec l’atelier volaille Couvée d’or situé au Bras-Long.
Sur l’Entre-Deux, l’activité touristique se développe depuis les années 1990 ; un office de tourisme existe pour valoriser hébergements, sentiers de randonnées, circuits de découverte du centre-ville et de ses cases créoles traditionnelles, les lambrequins particuliers de celles-ci ayant été retenus pour le nouveau logo de la commune.
Chaque année a lieu en juillet la fête du choca.

## Culture et patrimoine

### Espace naturel
- Le sentier du Bras de la Plaine
- Les sentiers du Dimitile

### Lieux historiques
- La Maison Valy

### Héraldique
| Blason | Blasonnement : De sinople chaussé d'argent, chargé de trois graines de cafés d'or. |